# 王庆淑
王庆淑（1927年—），女，湖北孝感人，中华人民共和国政治人物，曾任中华全国妇女联合会书记处书记、常务委员，第七、八届全国政协委员。
1946年在南京中央大学学习期间参加学生运动，1948年参加地下组织新民民主主义青年社，并加入中国共产党。
1954年到1974年，任北京大学哲学系教师、辩证唯物主义与历史唯物主义教研室主任、系总支书记、校党委宣传部第一副部长等职。
1974年到1983年任人民出版社中共党史编辑室主任、社副总编辑，是中共党史学会常务理事。
1983年至1988年，任全国妇联第五届书记处书记兼中国妇女管理干部学院院长，并兼有国家语言文字委员会委员等多种职任。
1988年离休。